# Agrostis boliviana
Agrostis boliviana är en gräsart som beskrevs av Carl Christian Mez. Agrostis boliviana ingår i släktet ven, och familjen gräs. Inga underarter finns listade i Catalogue of Life.